# Rockwell City (Iowa)
Rockwell City es una ciudad ubicada en el condado de Calhoun en el estado estadounidense de Iowa. En el Censo de 2010 tenía una población de 1709 habitantes y una densidad poblacional de 156,55 personas por km².

## Geografía
Rockwell City se encuentra ubicada en las coordenadas 42°23′53″N 94°37′44″O / 42.39806, -94.62889. Según la Oficina del Censo de los Estados Unidos, Rockwell City tiene una superficie total de 10.92 km², de la cual 10.92 km² corresponden a tierra firme y (0%) 0 km² es agua.

## Demografía
Según el censo de 2010, había 1709 personas residiendo en Rockwell City. La densidad de población era de 156,55 hab./km². De los 1709 habitantes, Rockwell City estaba compuesto por el 98.42% blancos, el 0.23% eran afroamericanos, el 0.12% eran amerindios, el 0.41% eran asiáticos, el 0% eran isleños del Pacífico, el 0.06% eran de otras razas y el 0.76% pertenecían a dos o más razas. Del total de la población el 0.41% eran hispanos o latinos de cualquier raza.